# Чубатая мадагаскарская кукушка

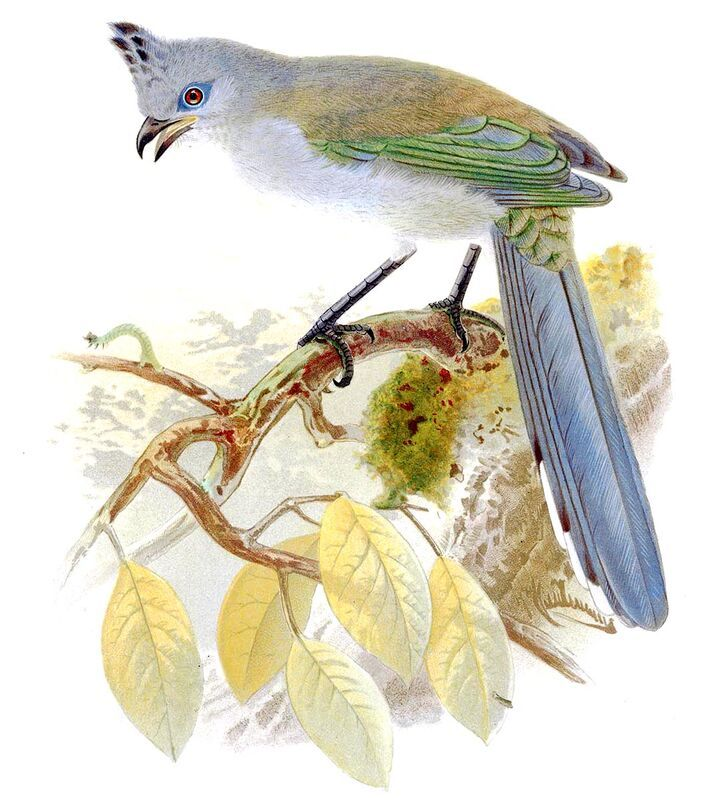

Чубатая мадагаска́рская куку́шка (лат. Coua verreauxi) — вид птиц из семейства кукушковых (Cuculidae). Подвидов не выделяют. Эндемик острова Мадагаскар. Видовое название дано в честь французского орнитолога Жюля-Пьера Верро (фр. Jules Pierre Verreaux, 1807—1873). Естественными местами обитания являются тропические и субтропические кустарниковые степи.

## Описание
Чубатая мадагаскарская кукушка достигает длины 34—38 см и массы от 97 до 101 г. Половой диморфизм не выражен. Верхняя часть тела у взрослых особей зеленовато-серая. Длинный хохолок на голове светло-серого цвета с тёмным кончиком. Хвост глянцево-голубой с белым кончиком. Нижняя часть тела белого цвета. Голая кожа вокруг глаз голубая без чёрного контура и становится розоватой за глазом. Радужная оболочка от тёмно-коричневой до серовато-коричневой. Тонкий клюв чёрного цвета с серым основанием, ноги чёрные. У молодых особей более короткий хохолок, коричневатые кончики кроющих перьев крыльев и маховых перьев, более узкие и заострённые хвостовые перья с более мелкими белыми кончиками, сероватый клюв и серые участки голой кожи на лице.
Крики представляют собой повторяющийся, короткий, пронзительный и скрежещущий «coy coy coy», а также громкое «quark quark», за которым следует мягкое «coo coo». В сумерках слышится громкий крик «trew-ee trew-ee trew-ee», а затем мягкое «crow crow crow».

## Распространение и места обитания
Чубатая мадагаскарская кукушка является эндемиком Мадагаскара. Распространена преимущественно на юго-западе Мадагаскара между реками Фихеренана и Менарандра, но также обнаружена севернее до лесов Салари-Бекодой. Естественными местами обитания являются тропические и субтропические кустарниковые степи, особенно с зарослями молочая (Euphorbia) и дидиереи (Didierea) на песчаной или известковой почве. Встречается от уровня моря до высоты 225 м над уровнем моря.

## Биология
Чубатая мадагаскарская кукушка ведёт оседлый образ жизни. Питается на деревьях и кустарниках. Обычно встречается поодиночке или парами, а вне сезона размножения также небольшими семейными группами численностью до четырех особей. В состав рациона входят насекомые и мелкие позвоночные (например, ящерицы), а также плоды и семена Cassia meridionalis.
Биология размножения практически не исследована. Сезон размножения, по-видимому, продолжается с октября по апрель. Моногамный вид. Не является гнездовым паразитом. Гнездо в форме платформы или неглубокой чашечки диаметром около 15 см, сооружается из веточек и размещается на высоте 1,5—4 м над землёй на колючем кустарнике или небольшом дереве. Данных об инкубационном периоде и оперении птенцов нет. Птенцов выкармливают обе родительские птицы.